# Пиво-понг

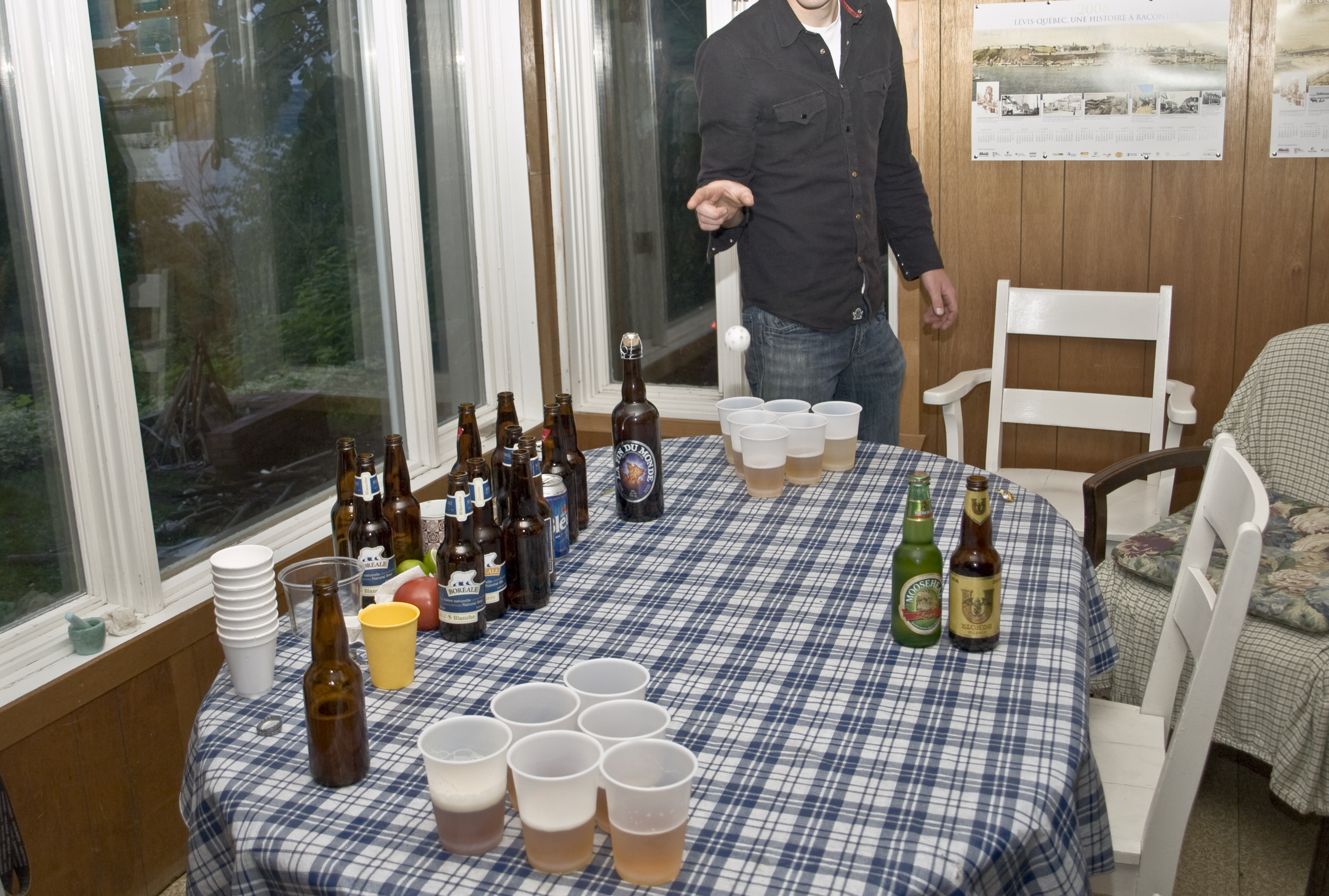

Пиво-понг — алкогольная игра, в которой игроки бросают мяч для настольного тенниса (пинг-понга) через стол, стремясь попасть им в кружку или стакан с пивом, стоящий на другом конце этого стола.
В игру обычно играют две команды, каждая из которых имеет десять кружек или стаканов с пивом на «своём» краю стола, расставленных в форме треугольника; в процессе игры каждая команда стремится по очереди поразить мячом стаканы противника. Если мячик в итоге попадает в стакан команды соперника, то содержимое стакана потребляется этой командой, а сам стакан убирается со стола. Победительницей считается команда, первой «устранившая» все стаканы противника. Если по окончании времени с обеих сторон осталось одинаковое количество «не выбитых» стаканов, объявляется «серия пенальти». Соперники по очереди выполняют броски до тех пор, пока одна из сторон не «выбьет» на один стакан больше, при одинаковом количестве выполненных бросков.
Игра популярна в основном на Западе, в различных барах, колледжах и университетах, а также среди спортивных болельщиков.

## Происхождение и название

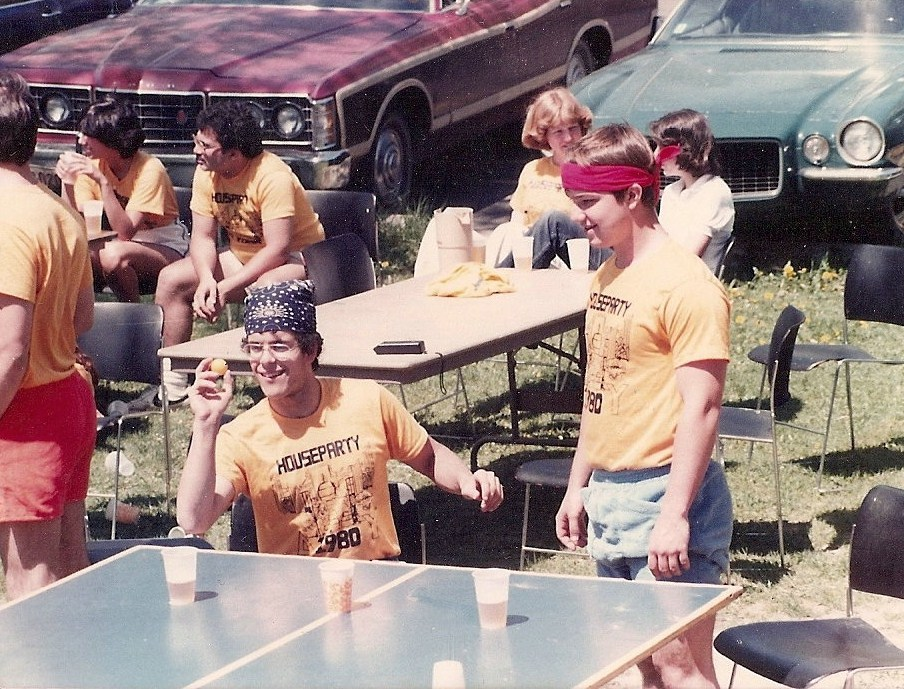
Студенты Бакнеллского университета играют в пиво-понг, 1980 год

Игра произошла от одноимённой разновидности, в которую играют ракеткой, истоком которой обычно называют братства Дартмутского колледжа в 1950-е или 1960-е, где с тех пор этот «спорт» стал частью культуры общежитий. Оригинальная версия игры напоминала настольный теннис больше: там была сетка и один или более стаканов с пивом с каждой стороны стола. Следом, в 1980-х, появилась безинвентарная разновидность, которую стали называть «пиво-понг» и «бейрут».
Бакнеллская студенческая газета The Bucknellian содержит утверждение о том, что члены местного студенческого братства «Дельта-Ипсилон» изобрели «кидай-понг» (англ. Throw Pong), очень похожую на пиво-понг игру, в 1970-х. Затем игру переняли студенты Лихайского университета и придали ей современный вид.
Кое-где пиво-понгом называют разновидность с ракетками, а «бейрутом» — без. Тем не менее, согласно опросу сайта CollegeHumor, «пиво-понг» — более распространённый термин для безинвентарной версии.
Название «бейрут», возможно, связано со звуковым сходством в английском языке названий пива — beer, и ливанской столицы — Beirut. Название «бейрут» могло появиться, как предполагает автор статьи 2004 года, напечатанной в студенческой газете The Daily Princetonian, во время гражданской войны в Ливане, когда Бейрут постоянно звучал в новостях, как место боёв.

## Влияние на здоровье

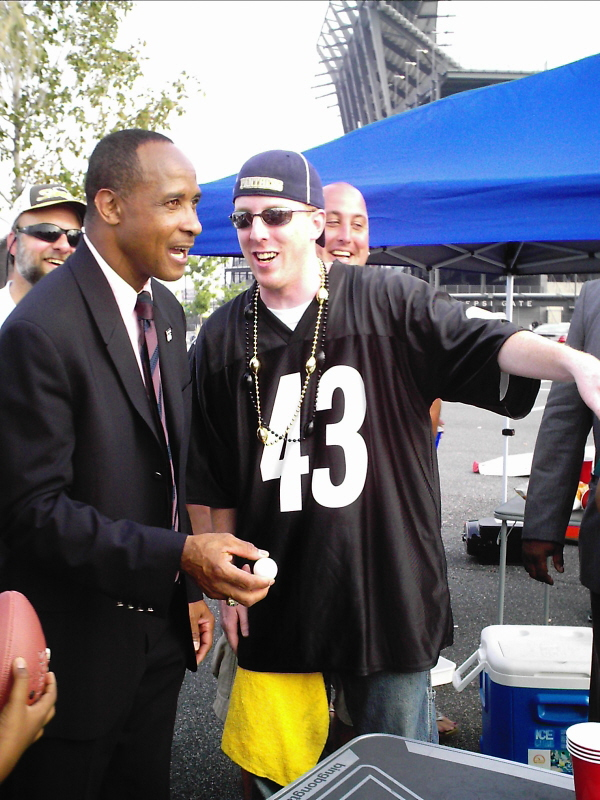
Кандидат в губернаторы штата Пенсильвания Линн Суон играет в пиво-понг перед матчем

Игра сопряжена с рисками для здоровья. Как и любая игра, включающая употребление спиртных напитков, пиво-понг может вызвать алкогольную интоксикацию и даже отравление алкоголем. Кроме того, шарик может занести бактерии в стаканы с напитками.
Некоторые писатели упоминали пиво-понг как одну из причин их бесконтрольного пьянства в годы учёбы в колледже.

## Законодательные запреты
Некоторые муниципалитеты и штаты накладывали запреты на пиво-понг либо в питейных заведениях, либо вообще, по причине того, что он провоцирует пьянство. Городской совет города Оксфорда, где расположен Университет Майами, запретил играть в пиво-понг вне помещений. В Шампейн-Урбане и Арлингтоне владельцам баров было рекомендовано запретить игру в пиво-понг. Осенью 2007 года Джорджтаунский университет официально запретил весь инвентарь для пиво-понга (например, столы особой конструкции) и владение несколькими шариками для настольного тенниса.
Журнал Time посвятил запретам пиво-понга статью от 31 июля 2008 года, вышедшую под заголовком «Война против пиво-понга».